# Rusko-turecká válka (1686–1700)
Rusko-turecká válka (1686–1700) byla součástí válečných střetnutí mezi různými evropskými státy proti Osmanské říši v čele s Habsburskou monarchií známé jako Velká turecká válka a koncepčně shrnuje válečné úsilí Ruska. Jedná se o raný konflikt v dlouhé sérii rusko-tureckých válek zahrnující čtyři tažení.

## Průběh

### Předchozí události
Na konci 17. století bojovalo Ruské impérium o strategicky důležitý přístup k Baltskému moři na severu a Černému moři na jihu. Vyřešení těchto úkolů mělo zajistit vnější bezpečnost a příznivé podmínky pro rozvoj ekonomických vazeb mezi Ruskem a dalšími zeměmi prostřednictvím lodních cest. Tyto zájmy na jihu ohrožovali Krymští Tataři a Osmanská říše a na severu Švédové. Car Petr Veliký zaměřil své úsilí v tomto období na řešení problémů na jižních hranicích říše, protože Rusko jako spojenec evropských zemí proti Turkům vstoupilo v roce 1686 do Svaté ligy s Polsko-litevskou unií uzavřením smlouvy o věčném míru, jakož i s Rakouskem a Benátskou republikou. Po neúspěšných krymských taženích v letech 1687/89 bylo jako nový cíl vybráno osmanské město Azov s pevností.

### Průběh
V roce 1687 začala první ze dvou krymských kampaní proti Krymskému chanátu, vazalskému státu Osmanské říše. To však bylo neúspěšné stejně jako druhé tažení v roce 1689.
V letech 1695–1696 následovala Azovská tažení proti Azovu, který byl součástí Osmanské říše. V první úspěšné bitvě své vlády dobyl Petr I. v roce 1696 pevnost Azov.

### Mírová dohoda
Poté, co bylo v roce 1699 v Karlovickém míru dohodnuto dvouleté příměří, Konstantinopolská smlouva z roku 1700 ukončila válku a potvrdila ruské dobytí Azova a také Taganrog připadl Rusku.

### Důsledky
V širším kontextu Velké severní války Osmanská říše v roce 1710 znovu zaútočila na Rusko v Prutském taení a porazila ruské jednotky vedené Borisem Petrovičem Šeremetěvem na řece Prut. Podle Prutského míru v roce 1711 byl Azov vrácen Turkům a Taganrog byl z velké části zničen.
Teprve v roce 1769 během rusko-turecké války (1768–1774) se Azov definitivně stal ruským a Taganrog byl znovu vystavěn.